# Sławomir Modzelewski
Sławomir Modzelewski ps. „Lanc”, „Sławek” (ur. 2 lutego 1917 w Warszawie, zm. 23 września 1998 tamże) – polski narodowiec, powstaniec warszawski, żołnierz antykomunistycznej konspiracji niepodległościowej.

## Życiorys
Syn Stanisława i Zofii Modzelewskich. W latach 30. XX w. był członkiem Grup Szkolnych ONR. W czasie II wojny światowej został żołnierzem Związku Jaszczurczego i podporucznikiem (ukończył warszawską podchorążówkę) Narodowych Sił Zbrojnych, gdzie działał w Okręgu I NSZ Warszawa-Miasto. W stopniu porucznika Armii Krajowej brał udział w powstaniu warszawskim, walczył w Zgrupowaniu „Róg” oraz Brygadzie Dyspozycyjno-Zmotoryzowanej NSZ „Koło” w ramach Grupy AK „Północ”. Po kapitulacji wyszedł z Warszawy razem z ludnością cywilną z zadaniem nawiązania kontaktu ze strukturami NSZ-ONR w rejonie Częstochowy, zleconym mu przez Gustawa Potworowskiego, a następnie był kurierem między strukturami NSZ-ONR na Zachodzie i w Polsce. Według materiałów UBP przywiózł do kraju zaszyfrowaną instrukcję Wytyczne do zbierania wiadomości o Polsce wraz z kluczem deszyfrującym. 6 sierpnia 1946 został aresztowany przez UB, a następnie skazany przez sąd Polski Ludowej na karę śmierci, zmienioną później na 15 lat więzienia, z którego wyszedł ostatecznie w 1956.

## Odznaczenia
Odznaczony Krzyżem Narodowego Czynu Zbrojnego oraz Krzyżem Partyzanckim. W 1990 uhonorowany wraz z matką przez Instytut Jad Waszem medalem i dyplomem Sprawiedliwy wśród Narodów Świata za ratowanie Żydów w czasie okupacji niemieckiej (ukrywali i ocalili kilka osób tej narodowości).